# Bad Homburg
Bad Homburg vor der Höhe es la capital del distrito del Alto Taunus, Hesse, Alemania. Se encuentra en la ladera sur del Taunus y limita, entre otras, con las ciudades de Fráncfort del Meno y Oberursel. El nombre formal de la ciudad es Bad Homburg vor der Höhe (traducido como "Bad Homburg de Arriba", para distinguirlo de otros lugares del mismo nombre), abreviado como Bad Homburg v. d. Höhe.
Se halla a una altitud de 130 a 250 m en la ciudad (128 a 683 m en toda la zona) en una posición: 50 º 13 '45 "N, 8 ° 36' 43" E. La población es de 54.092 habitantes.
La ciudad es conocida por sus aguas minerales de uso médico y spa (de ahí el prefijo bad, "baño"), y por su casino.
Hoy, Bad Homburg es una de las más ricas ciudades de Alemania, en parte gracias a su cercanía a Fráncfort del Meno, ya que muchos de los directores y empleados de los bancos de Fráncfort del Meno viven allí. El distrito del Alto Taunus y el Landkreis Starnberg compiten regularmente por el título de los distritos más ricos de Alemania.
Desde 2004, el lema de la ciudad para la comercialización fue: Champagnerluft und Tradition.

## Orígenes
La tradición local sostiene que la historia documentada comenzó con la mención de la Tidenheim Villa en el códice de Lorsch, relacionada con el año 782. Esta Villa Tidenheim fue equiparada con el casco antiguo, llamado Dietigheim. Esta conexión también se refleja en los nombres de las calles. El historiador local Rüdiger Kurth puso en duda estas historias tradicionales basándose en el estudio de fuentes escritas y factores locales. En 2002 Kurth inició excavaciones arqueológicas por la Universidad de Fráncfort bajo la dirección del profesor Joachim Henning. Las excavaciones mostraron que no había pruebas de la relación entre el comienzo de la era cristiana y el siglo XIII. Parece que el registro histórico que hace mención de Wortwin Hohenberch (u Ortwin) - como fundador de Homburg - como testigo documental en Eberbach hacia 1180 es la primera evidencia concreta de la existencia de la ciudad.

## El escudo de armas
El escudo de armas de Bad Homburg fue confirmado oficialmente en 1908, pero se dice que data del siglo XV con base en los sellos conocidos de esa época, aunque muestran un aspa en vez de los dos azuelas que aparecen hoy (el aspa puede ser de dos azuelas, claro). Se desconoce la razón de las azuelas en los brazos, pero es posible que tenga algo que ver con alguna expresión dialectal. Los colores, con azuelas de plata en campo azul, han estado en uso por lo menos desde 1621.

## Ciudades hermanadas
- Coira, Suiza
- Dubrovnik, Croacia
- Exeter, Reino Unido
- Mariánské Lázně, República Checa
- Mayrhofen, Austria
- Peterhof, Rusia
- Terracina, Italia
- Mondorf-les-Bains, Luxemburgo
- Cabourg, Francia

- Datos: Q4165
- Multimedia: Bad Homburg vor der Höhe / Q4165